# Rosenbauer Panther
Rosenbauer Panther je dvou-, tří- nebo čtyřnápravový letištní hasičský speciál. Vozy Panther vyrábí rakouská firma Rosenbauer International AG. Jde o velkokapacitní cisterny vybavené nejmodernější hasičskou technikou.
Vozy jsou dodávány v mnoha různých provedeních, podvozek dodává buď sama firma Rosenbauer nebo MAN. Taktéž motory dodává firma MAN nebo Caterpillar, podle toho je také konkrétní typ značen zkratkou MA nebo CA. V novějších provedeních se objevují i motory firem Volvo a Cummins.
Vozy nové verze 8x8 používají vznětový motor o objemu 22 litrů s výkonem 1000 koní. Ten umožňuje vozu o hmotnosti více než 40 tun (s 14 m³ vody) dosáhnout maximální rychlosti až 135 km/h a zrychlit z 0 na 80 km/h za 25 sekund.
Od veletrhu Interschutz v červnu 2005 jsou vyráběny verze Rosenbauer Panther 8x8 MA 5 (cena mezi 0,9 - 1,4 milionu € podle provedení a výbavy) a Rosenbauer Panther 8x8 CA 6. Existuje i verze Rosenbauer Panther 6x6.

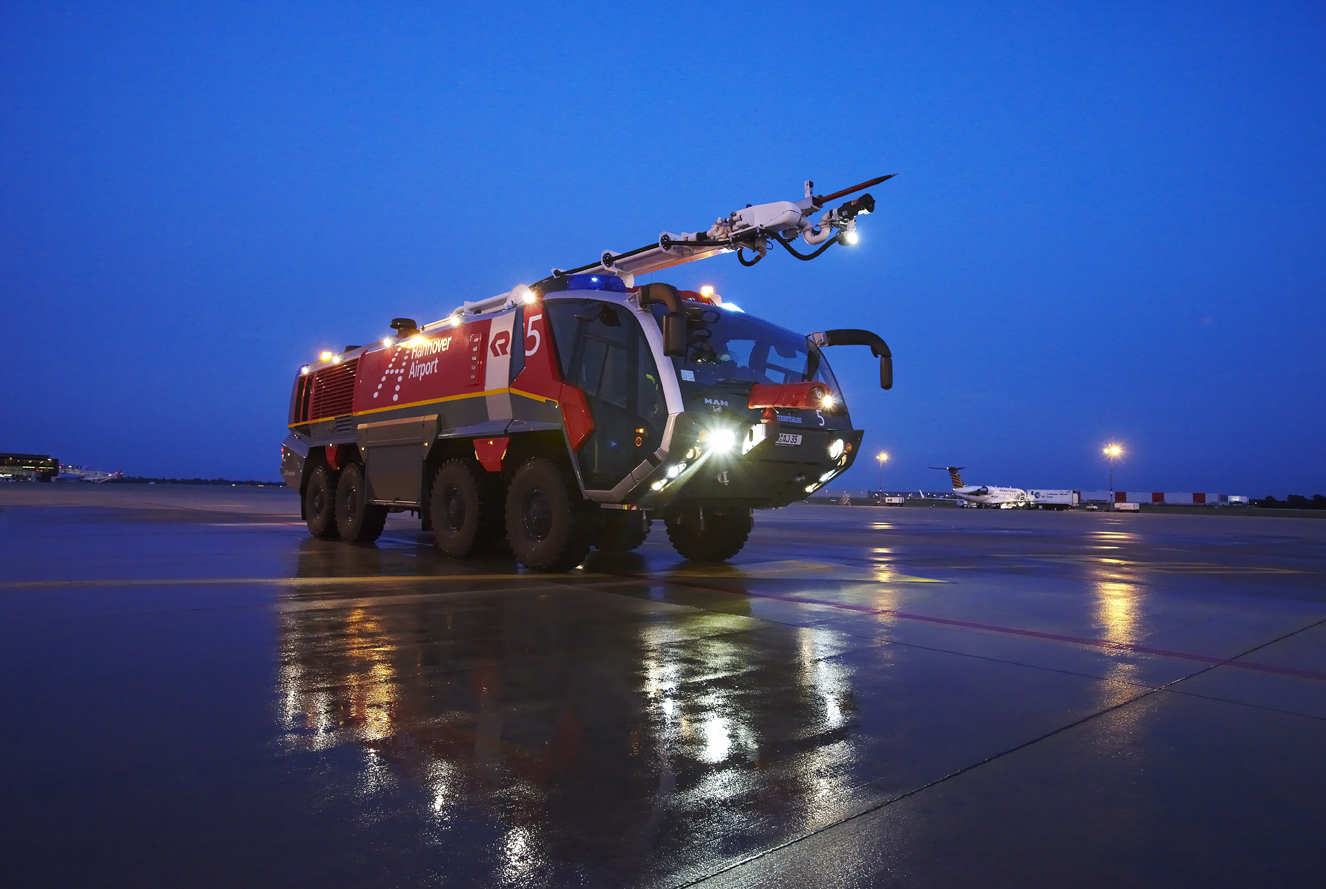
Panther na letišti Hannover
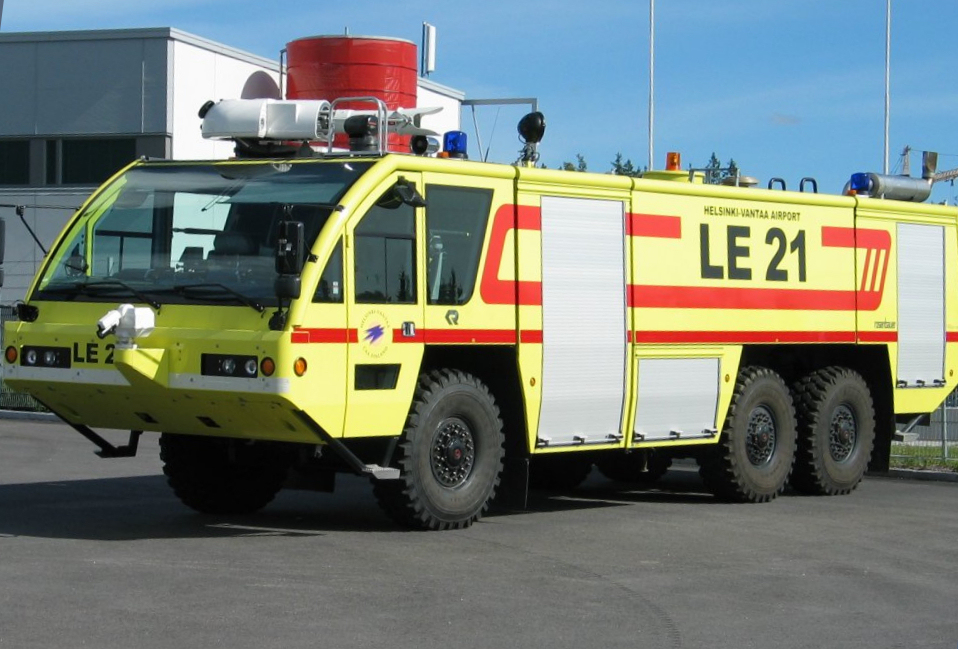
Panther 6×6 DD1, Helsinky
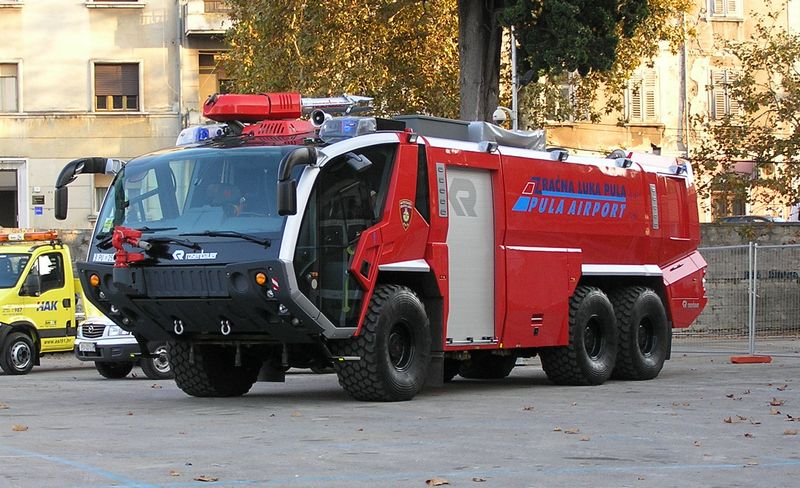
Panther 6×6 CA-5, Pula